# Муса СО-2
Муса СО-2 је једноседа ваздухопловна једрилица, мешовите конструкције (дрво и платно). Направљена је у Краљевини Југославија 1938. године а намењена је обуци и тренажи спортских пилота и једриличара.

## Пројектовање и развој
Једрилицу је конструисао студент технике Станко Обад 1938. године. Она је по свом изгледу подсећала на једрилице тога доба које су се користиле у Југославији али су биле страног порекла Попенхаузен 1926, Холсдертојфел 1928. и Саламандра 1936. година. Док су побројане једрилице имале размах крила од 12,50 до 14,60 метара на Муси је примењена концепција малих размаха крила R = 11,50 m. Захваљујући томе ова једрилица је имала знатно већу покретљивост у односу на своје конкуренте.

### Технички опис
Муса СО-2 је била лака једрилица мешовите конструкције (дрво-платно). Труп јој је био у облика дрвене кутијасте греде на чијем се предњем крају у гондоли налазила пилотска кабина са ветробраном од плексигласа. На другом крају трупа (греде) налазили су се хоризонтални и вертикални стабилизатори са кормилима висине и правца. Гондола у којој се налазила кабина пилота је била дрвене конструкције обложена дрвеним шпером. Извршни управљачки органи летилице су били покретани челичним ужадима. Испод гондоле се налазио фиксни клизач са гуменим амортизерима који је служио као стајни трап летилице.
Крило је било правоугаоног облика са заобљеним крајевима. Имало је једну рамењачу а било је ојачано упорницама са обе стране трупа. Било је постављено на горњој ивици трупа тако да је летелица била класификована као висококрилни моноплан. Носећа конструкција крила је била дрвена са предње стране обложена дрвеном лепенком а задње ивице крила и управљачке површине пресвучене су импрегнираним платном. Крила су била подупрта носачима чији се један крај ослањао на гондолу кабине пилота. Хоризонтални и вертикални стабилизатори су конструктивно изведени као и крила.

## Карактеристике
Карактеристике наведене овде се односе на једрилицу Муса СО-2 а према изворима
| Финеса      | 1 : 18,5 при брзини 66,5 km/h |
| Перформансе | - максимална брзина 144 km/h - минимална брзина 40 km/h - минимално пропадање 0,95 m/s при брзини 59 km/h                                                  |
| Димензије   | - размах крила 11,50m - дужина 5,64m - висина m - површина крила 13,75m² - аеропрофил крила: NACA 6312 - виткост 9,6 - макс. оптеречење крила; 15,05 kg/m² |
| Маса        | - сопствена 127 kg - носивост 80 kg - полетна 207 kg - водени баланс; нема                                                                                 |

## Оперативно коришћење
Према подацима пре рата је у Југославији направљено 4 једрилице Муса највероватније 2 у Београду а 2 у Загребу.
Прву једрилицу Муса СО-2 је према нацртима инж. С. Обада израдио Академски аероклуб са Техничког факултета у Београду 1938. године. Ова једрилица је у мају месецу 1938. године изложена на Првој међународној ваздухопловној изложби која је одржана на београдском сајмишту. Детаљно испитивање ове једрилице је обављено у току лета у једриличатској школи на Златибору. Након испитивања направљена је још једна једрилица овог типа. До почетка рата ове једрилице су коришћене за основну намену школовање једриличара.
У току 1939. године у Аероклубу Загреб направљено је две овакве једрилице. Рат је омео како производњу и коришћење тако и усавршавање ове једрилице. После завршетка Другог светског рата рађена је модификована верзија ове једрилице која се сада звала Муса Кесеђија СО-3. На првом једриличарском слету одржаном на аеродрому Церкље 1947. године ова једрилица је показала добре резултате. Коришћена је у Аероклубовима Југославије до своје дотрајалости.

## Сачувани примерци
Није сачуван ни један примерак ова једрилица.

## Земље које су користиле ову једрилицу
- Краљевина Југославија
- Југославија